# 10770 Belo Horizonte
A 10770 Belo Horizonte (ideiglenes jelöléssel 1990 VU5) a Naprendszer kisbolygóövében található aszteroida. Eric Walter Elst fedezte fel 1990. november 15-én.